# Saison 8 de Camping Paradis
 (avril 2020).
Si vous disposez d'ouvrages ou d'articles de référence ou si vous connaissez des sites web de qualité traitant du thème abordé ici, merci de compléter l'article en donnant les références utiles à sa vérifiabilité et en les liant à la section « Notes et références ».
 (avril 2020).
Chronologie
Saison 7 Saison 9
Cet article présente les épisodes de la huitième saison de la série télévisée Camping Paradis.

## Distribution

### Info
La saison a été tournée à partir du mois d'avril (confirmé par Laurent Ournac). La saison a marqué le départ d'Aurélie et l'arrivée d'Audrey interprétée par Candiie et de Constance Labbé qui joue le rôle d'Adèle. Aurélie Konaté est contrainte de partir car elle a été renvoyée par la production de la chaine et Géraldine Lapalus, alias Amandine a quitté la série officiellement dans l'épisode 4 mais elle a été présente tout de même dans les deux premiers épisodes de la saison.

### Acteurs principaux
- Laurent Ournac : Tom Delormes, le propriétaire du camping - Serge Leblanc (épisode 2)
- Patrick Guérineau : Xavier Proteau, le barman
- Géraldine Lapalus : Amandine Joubert (épisodes 1 et 2), la responsable des sports
- Thierry Heckendorn : André Durieux, le régisseur
- Candiie : Audrey Dukor, la responsable de l'accueil
- Constance Labbé : Adèle, la responsable des sports

### Acteur secondaire
- Patrick Paroux : Christian Parizot (sauf épisode 5), le vacancier grincheux
- Franz-Rudolf Lang : Gilles (épisode 4), le vacancier ayant réservé sur vacansoleil

## Liste des épisodes

### Épisode 1:La colo au camping
- Suisse : 1er juillet 2016 sur RTS Un
- Belgique : 4 juillet 2016 sur RTL-TVI
- France : 5 juillet 2016 sur TF1

- France : 5,91 millions de téléspectateurs (26,1 % de part de marché)[1] (première diffusion)

- Salomé Degeer : Alice
- Véronique Jannot : Caro
- Pierre-Antoine Billon : Nicolas
- Talina Boyaci : Samia
- Cécilia Cara : Manon
- Marius Blivet : Paul
- Oleg Ossina : Nathan
- Benjamin Douba Paris : Théo
- Aidan Le Groumellec : Teva
- Salomé Doduik : Romane
- Maxime Bobin-Legarrec : Aurélien
- Sasha Crapanzano : Luna

- Cet épisode est le premier épisode dans lequel apparaissent Audrey et Adèle.

### Épisode 2:La famille sans parents
- Suisse : 23 août 2016 sur RTS Un
- Belgique : 28 août 2016 sur RTL-TVI
- France : 30 août 2016 sur TF1

- France : 5,72 millions de téléspectateurs (25,2 % de part de marché)[2] (première diffusion)

- Dominique Frot : Mme Vernon
- Florence Coste : Lucie
- Camille Aguilar : Camille
- Valérie Dashwood : Cécile
- Cédric Chevalme : Sébastien
- Alex Skarbek : Michel
- Grégoire Paturel : Simon
- Peggy Martineau : Nadine
- Jeanne Lambert : La campeuse

### Épisode 3:Mystère au Camping
- Belgique : 2 octobre 2016 sur RTL-TVI
- Suisse : 11 octobre 2016 sur RTS Un
- France : 31 octobre 2016 sur TF1

- France : 4,46 millions de téléspectateurs

- Sören Prévost : David Dukor, le cousin d'Audrey
- Lucie Jeanne : Maud
- Serge Dupire : Eric, le père d'Alexandre
- Nathalie Besançon : Florence, la mère d'Alexandre
- Jeanne-Marie Ducarre : Sonia
- Martin Barlan : Alexandre
- Titouan Laporte : Charlie

- Cet épisode introduit pour la première fois un membre de la famille d'Audrey.

### Épisode 4:Trois Papas et une Maman
- Suisse : 1er novembre 2016 sur RTS Un
- Belgique : 20 novembre 2016 sur RTL-TVI
- France : 17 avril 2017 sur TF1

- France : 5,61 millions de téléspectateurs

- Charlie Nune : Juliette
- Yannig Samot : Marco
- Guillaume Denaiffe : Jean
- Justine Bruneau : Lydia
- Marion Game : Michèle, la mère de Gilles
- Rémy Pedevilla : Jérémie
- Madeleine Pougatch : Alice
- Jaïa Caltagirone : Tara
- Titouan Bouzard : Milo

- Le titre de cet épisode est une référence au film Trois hommes et un couffin
- Guillaume Denaiffe joue aussi dans Camping circus
- Jaïa Caltagirone  joue aussi dans Cœur à cœur

### Épisode 5:Nos années Camping
- Belgique : 8 janvier 2017 sur RTL-TVI
- Suisse : 14 février 2017 sur RTS Un
- France : 24 avril 2017 sur TF1

- France : 5,70 millions de téléspectateurs[3]

- Nicolas Berger Vachon : Arthur
- François Pérache : Bruno
- Natalia Dontcheva : Mathilde
- Franck Monsigny : Antoine
- Caroline Le Moing : Élodie
- Agathe Bouissieres : Léa
- Jérémy Malaveau : Damien

- Caroline Le Moing joue aussi dans Camping circus et Un coach au paradis

### Épisode 6:Miss Camping[4]
- Belgique : 26 février 2017 sur RTL-TVI
- Suisse : 7 mars 2017 sur RTS Un
- France : 13 mars 2017 sur TF1

- France : 5,77 millions de téléspectateurs[5]

- Philippe Caroit : Stéphane
- Juliette Chêne : Muriel
- Élodie Varlet : Elsa
- Cécile Pallas : Béatrice
- Margaux Gueunier : Marion
- Thomas Drelon : Simon
- Jeanne Lambert : Marina

- Cet épisode est le cinquantième de la série.
- Philippe Caroit  joue aussi dans Miracle au camping
- Juliette Chêne revient en personnage récurrent à partir de la saison 12